# أستياجيس
أستياجيس إسمه باللغة الفارسية أشتويكو هو آخر ملك للإمبراطورية الميدية حكم من سنة 585 إلى سنة 550 ق م، خلف الحكم من أبيه سياخريس، حارب هذا الملك مملكة ليديا في الأناضول في البداية وثم توقفت الحرب بعد إتفاقية سلام بوساطة بابل، وقد تزوج هذا الملك من أرينيس شقيقة ملك ليديا كرويسوس، حكم إلى سنة 550 ق م إلى أن تم خلعه من الحكم من قبل حفيده كورش الكبير ملك فارس.